# Katedra w Nanterre
Katedra w Nanterre (właściwie katedra śś. Genowefy i Maurycego, fr. Cathédrale Sainte-Geneviève-et-Saint-Maurice) – rzymskokatolicka katedra we francuskim mieście Nanterre, w departamencie Hauts-de-Seine, przy Rue de l’Église.

## Historia
Pierwszą świątynię w tym miejscu wzniesiono w XI wieku, wtedy też powołano parafię. W XIV do kościoła dobudowano dzwonnicę, która jest jedyną pozostałością po tamtym obiekcie. Obecną budowlę wzniesiono w latach 1924-1936 na cześć świętej Genowefy. W 1966 kościół stał się katedrą nowo powstałej diecezji Nanterre. W 1972 roku powstał monumentalny portal główny. 5 maja 1975 na listę zabytków wpisano XIV-wieczną dzwonnicę, a od 23 września 2010 roku chroniona jako zabytek jest cała katedra.

## Architektura
Świątynia neobizantyńska (z nielicznymi elementami art déco), asymetryczna, wzniesiona na planie centralnym według projektu Georgesa Pradelle.

## Galeria

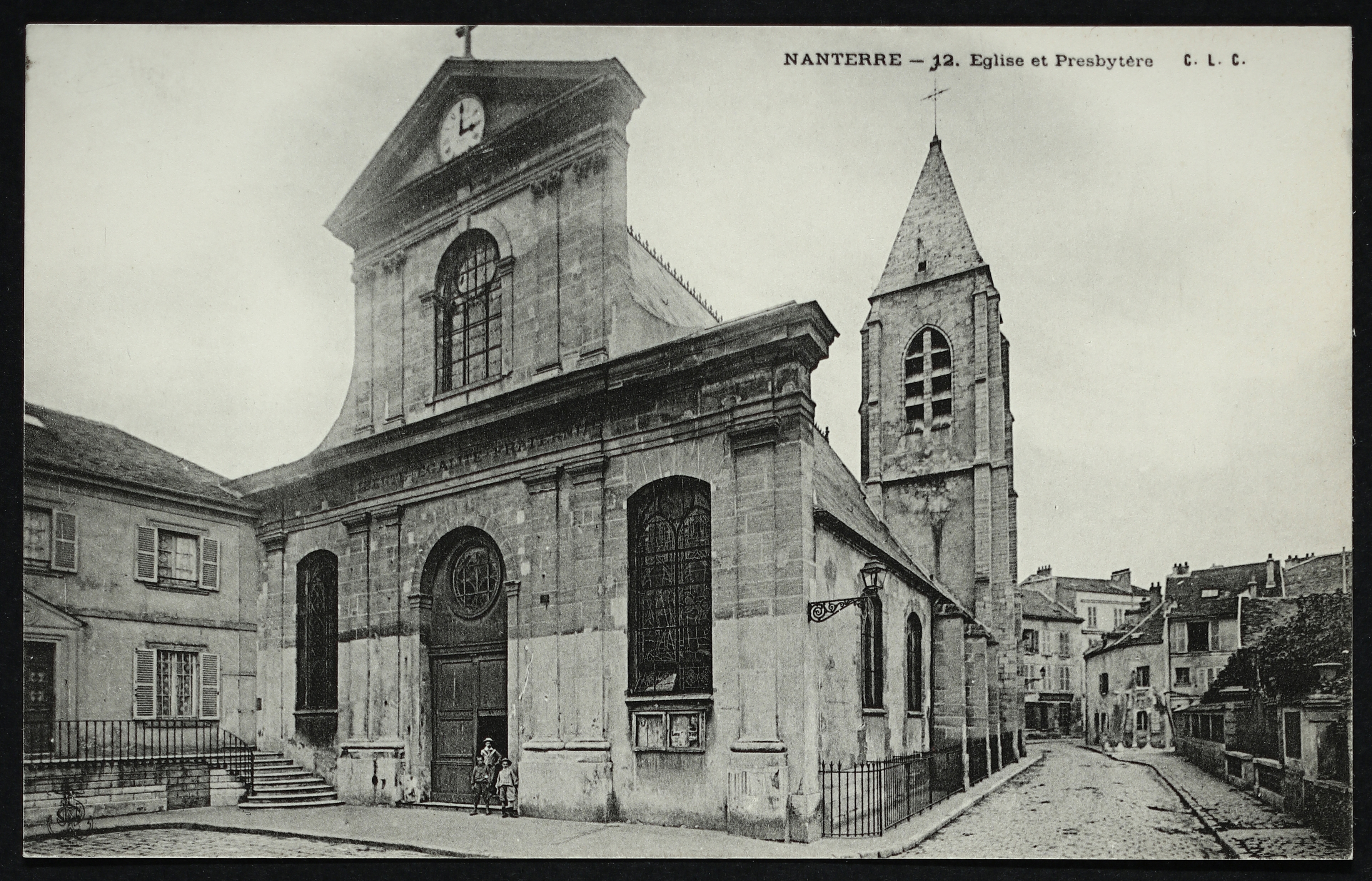
Katedra przed przebudową
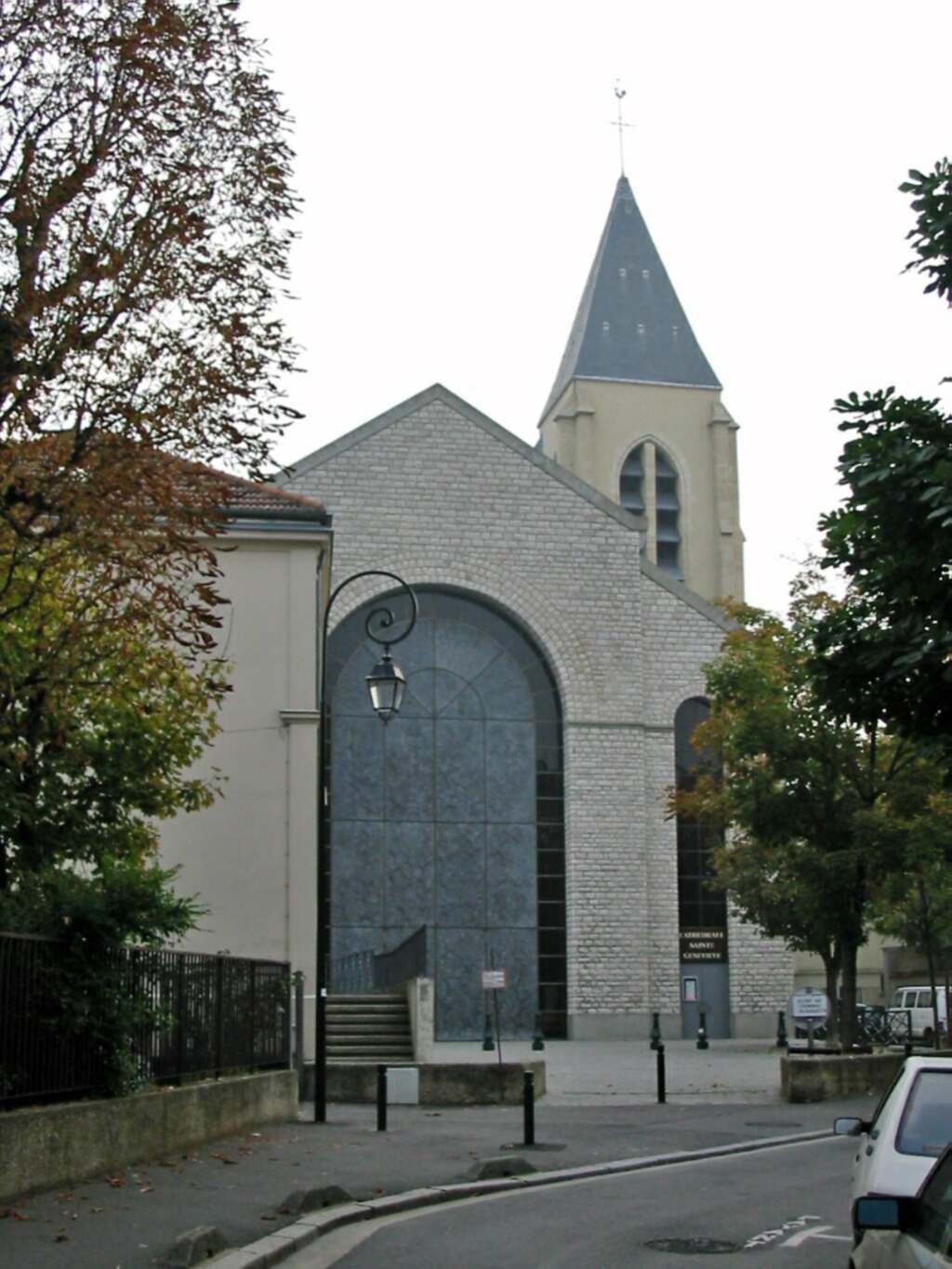
Fasada po przebudowie
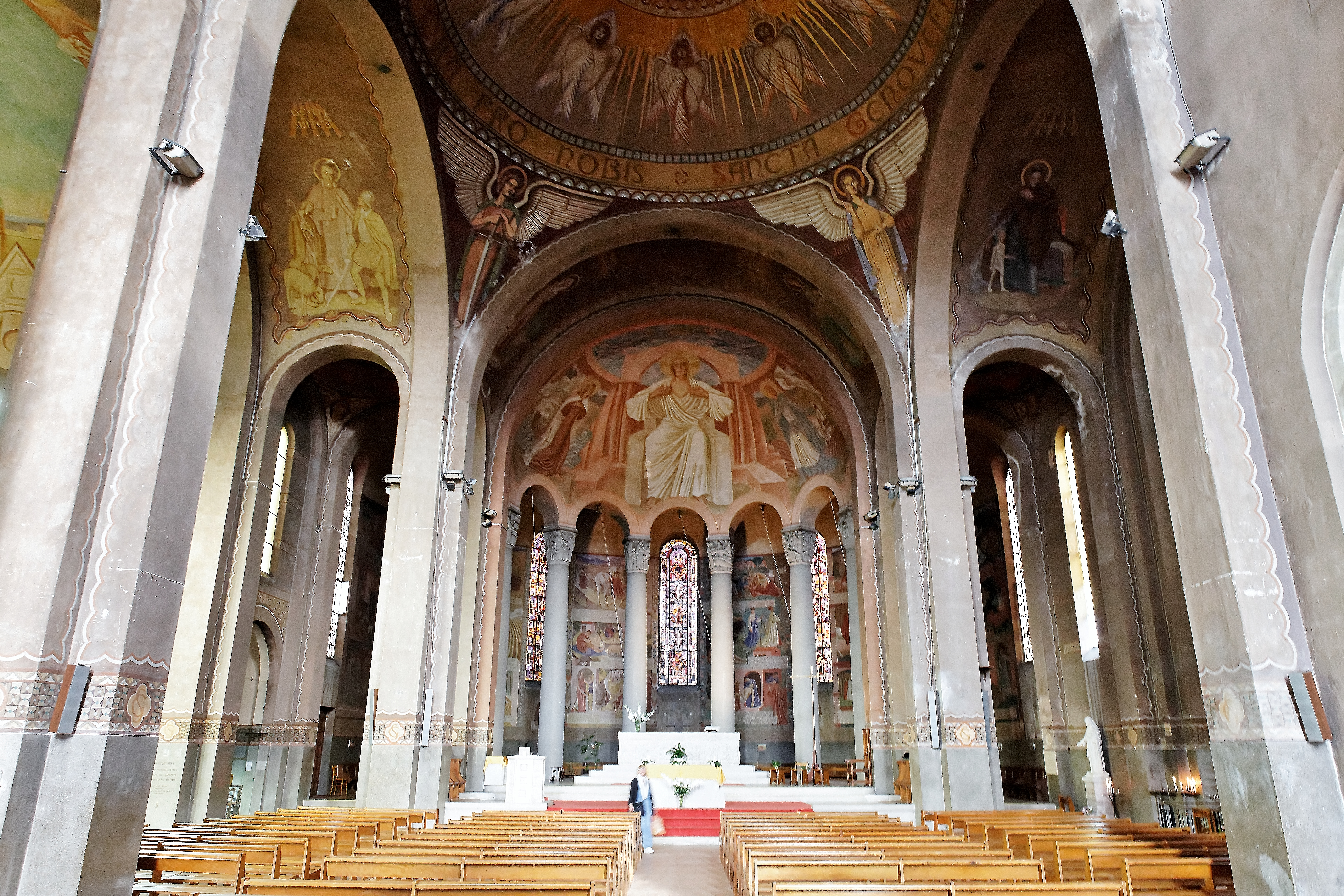
Wnętrze
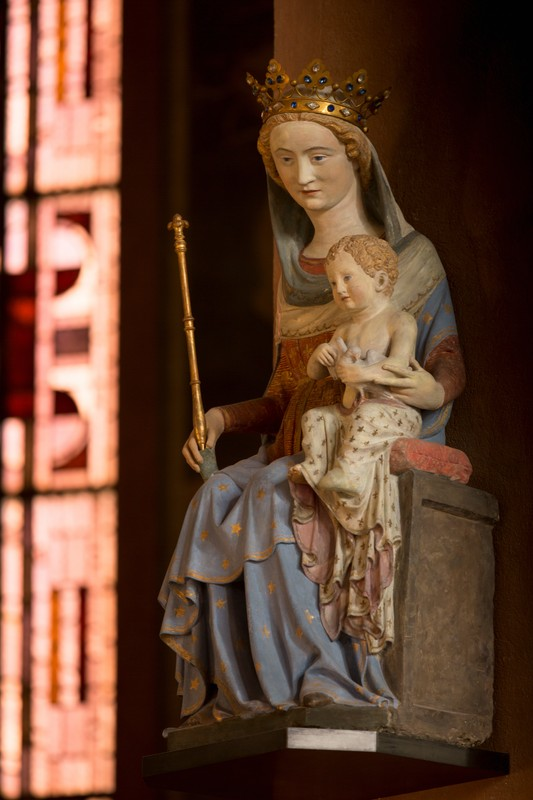
Figura Matki Bożej